# Liu Zhongqing
Dans ce nom, le nom de famille, Liu, précède le nom personnel.
Liu Zhongqing (chinois simplifié : 刘忠庆), né le 10 novembre 1985 à Daqing, est un skieur acrobatique chinois spécialisé dans les épreuves de saut acrobatique. 
Au cours de sa carrière, il a disputé à trois reprises les Jeux olympiques d'hiver où il y a remporté une médaille de bronze aux JO de 2010, de plus il a participé à deux mondiaux dont sa meilleure performance est une quatrième place en 2013 à Voss, enfin en Coupe du monde il est monté à huit reprises sur un podium dont le premier a eu lieu le 30 janvier 2009 à Deer Valley et remporté le classement général du saut en 2014.

## Palmarès

### Jeux olympiques d'hiver
| Édition/Discipline | Saut acrobatique |
| JO 2006            | 18e              |
| JO 2010            | Bronze           |
| JO 2014            | 21e              |

### Championnats du monde
| Édition/Discipline | Saut acrobatique |
| Mondiaux 2005      | 21e              |
| Mondiaux 2009      | 24e              |
| Mondiaux 2013      | 4e               |

### Coupe du monde
- Meilleur classement général : 4e en 2014.
- 1 petit globe de cristal :
  - Vainqueur du classement sauts en 2014.
- 9 podiums en saut acrobatique dont 2 victoires.

#### Détails des victoires
| Édition / Épreuve | Saut                    |
| 2014              | Beida Lake Val St. Come |